# Colonisation galloise des Amériques

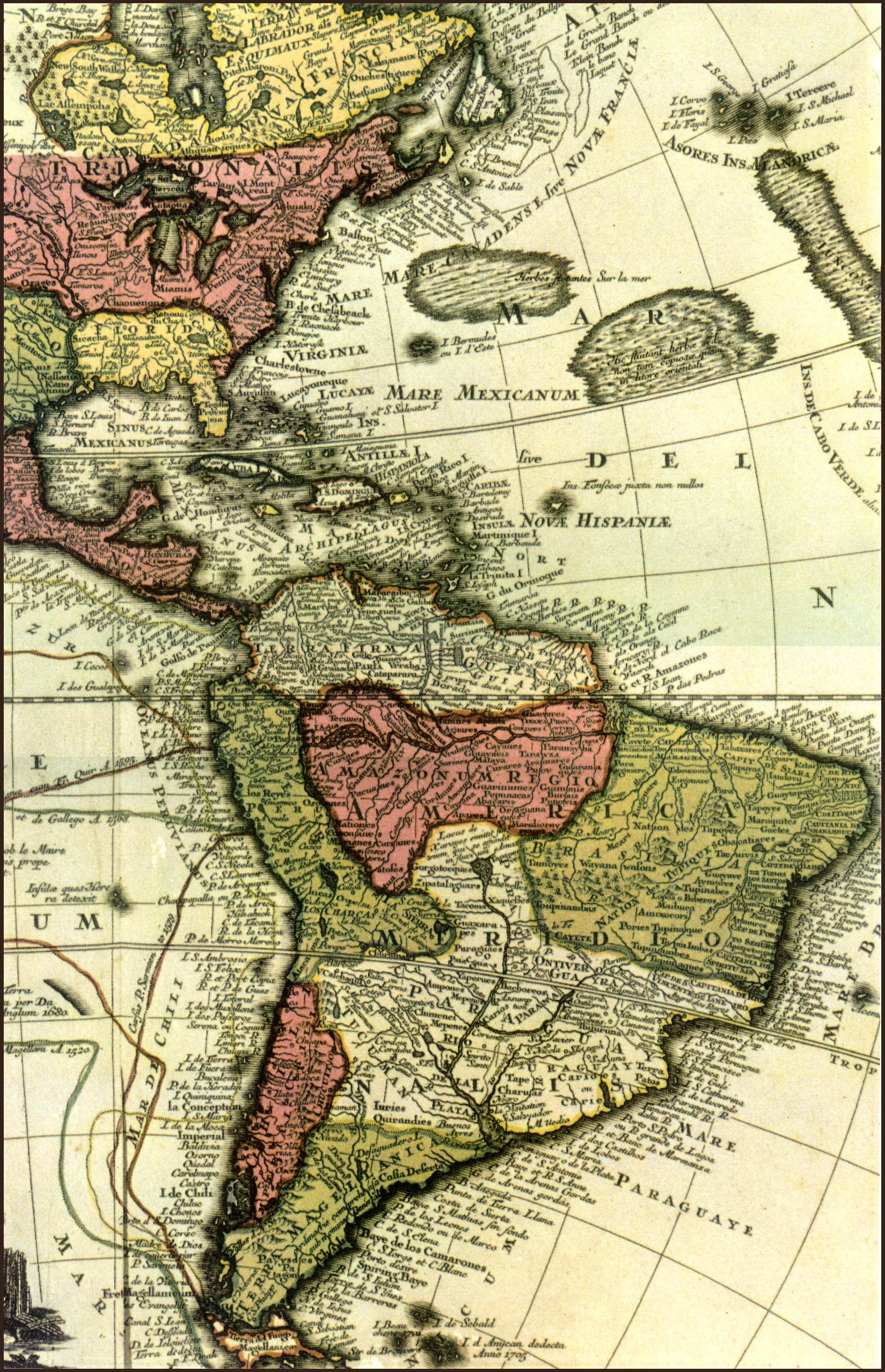
Carte des Amériques en 1705

La colonisation galloise des Amériques consista en une série d'initiatives individuelles sans soutien gouvernemental, différant en cela de la colonisation entreprise par les autres nations européennes. Cet article traite de ces efforts individuels et non de ceux qui relèvent de la colonisation britannique des Amériques dans son sens large. 

## La légende de Madoc
Une histoire popularisée au XVIe siècle prétend que le premier Européen à visiter l'Amérique fut le prince gallois Madoc en 1170. Fils d'Owain Gwynedd, prince de Gwynedd, il quitta son pays pendant une crise de succession avec une troupe de colons et aurait navigué à l'ouest. Selon la légende, il aurait débarqué près du Mississippi, et y aurait fondé une colonie, qui plus tard se mélangea avec les Amérindiens. Vers la fin du XVIe siècle la légende a été employée par des auteurs comme John Dee pour soutenir les prétentions anglaises en Amérique du Nord. La légende a été enrichie au XVIIIe siècle avec des contes d'Amérindiens qui parleraient le gallois. La plupart des historiens modernes considèrent cette histoire comme sans fondement.

## Amérique du Nord
Les Gallois ont émigré de manière étendue aux États-Unis et au Canada, mais on compte seulement quelques tentatives d'établissement de colonies autonomes galloises. En 1617, William Vaughan a envoyé des colons gallois à Renews, en Terre-Neuve, pour y établir une colonie qui devait être permanente, sans succès. Vaughan a fait d'autres tentatives d'établir une colonie à Trepassey qu'il a appelé Cambriol, mais elle se soldèrent elles aussi par des échecs.
Beaucoup de quakers gallois ont émigré en Pennsylvanie au XVIIe siècle après une promesse de William Penn qu'on leur permettrait de fonder une colonie galloise. Le Welsh Tract devait être un comté autonome dont le gouvernement emploierait la langue galloise, puisque plusieurs colons ne parlaient pas anglais. Mais la promesse ne fut pas tenue et dès les années 1690, le territoire avait déjà été divisé entre différents comtés. Le Tract n'obtint jamais l'autonomie promise.
Vers la fin du XVIIIe siècle, une colonie galloise appelée Cambria a été établie par Morgan John Rhys dans l'actuel comté de Cambria de la Pennsylvanie. Il y eut plus tard une tentative de Samuel Roberts d'établir une colonie galloise à Brynffynnon dans le Tennessee entre 1856 et 1867. De plus, Michael D. Jones planifia d'établir des colonies galloises dans le Wisconsin, l'Oregon, et en Colombie-Britannique, sans jamais le réaliser.

## Amérique du Sud
En 1852, Thomas Benbow Phillips de Tregaron a établi une colonie galloise d'environ 100 personnes dans l'État brésilien du Rio Grande do Sul. Plusieurs de ces colons se déplacèrent ensuite dans une colonie plus développée, en Patagonie.
La plus connue des colonies galloises des Amériques est celle de la vallée de Chubut, en Patagonie. Connue sous le nom de Y Wladfa Gymreig (« la colonie galloise »), elle a été établie en 1865 quand 153 colons ont débarqué à l'actuel Puerto Madryn. Un accord avait été conclu avec le ministre de l'intérieur argentin, Guillermo Rawson, pour que la colonie soit identifiée comme un des États de l'Argentine une fois que la population aurait atteint les 20 000 personnes. Toutefois cette promesse n'a pas été ratifiée par le congrès argentin, par crainte que le gouvernement britannique emploie la présence des colons gallois comme excuse pour envahir la Patagonie.

## Référence
- John Davies. A History of Wales. London: Penguin Books.  (ISBN 0-14-014581-8)